# Filip Polášek
Filip Polášek (ur. 21 lipca 1985 w Zwoleniu) – słowacki tenisista, zwycięzca Australian Open 2021 w grze podwójnej, reprezentant w Pucharze Davisa.

## Kariera tenisowa
Zawodowym tenisistą został w 2005 roku. W 2013 roku zakończył karierę zawodową, jednak powrócił do rozgrywek w czerwcu 2018 roku.
Sukcesy Polášek odnosił głównie jako deblista. Triumfował w 17 turniejach rangi ATP Tour, w tym Australian Open 2021, z 35 osiągniętych finałów.
W 2008 po raz pierwszy reprezentował swój kraj w Pucharze Davisa. W tymże roku był blisko awansu z zespołem do grupy światowej (gra 16. najlepszych męskich reprezentacji), jednak Słowacy przegrali rywalizację 1:4 z Serbią. Polášek zdobył punkt dla zespołu, pokonując w meczu singlowym poprzez walkower Janko Tipsarevicia.
Najwyżej sklasyfikowany w rankingu deblistów był 3 lutego 2020 roku na 7. miejscu, natomiast w zestawieniu singlistów pod koniec listopada 2007 roku zajmował 555. pozycję.

### Finały w turniejach ATP Tour
| Legenda                                      |
| -------------------------------------------- |
| Wielki Szlem                                 |
| Igrzyska olimpijskie                         |
| Tennis Masters Cup / ATP Finals              |
| ATP Masters Series / ATP Tour Masters 1000   |
| ATP International Series Gold / ATP Tour 500 |
| ATP International Series / ATP Tour 250      |

#### Gra podwójna (17–18)
| Końcowy wynik | Nr  | Data                 | Turniej                    | Nawierzchnia    | Partner           | Przeciwnicy                           | Wynik finału      |
| ------------- | --- | -------------------- | -------------------------- | --------------- | ----------------- | ------------------------------------- | ----------------- |
| Finalista     | 1.  | 20 kwietnia 2008     | Walencja                   | Ceglana         | Travis Parrott    | Máximo González Juan Mónaco           | 5:7, 5:7          |
| Zwycięzca     | 1.  | 13 lipca 2008        | Gstaad                     | Ceglana         | Jaroslav Levinský | Stéphane Bohli Stanislas Wawrinka     | 3:6, 6:2, 10–8    |
| Zwycięzca     | 2.  | 27 października 2008 | Petersburg                 | Dywanowa (hala) | Travis Parrott    | Rohan Bopanna Maks Mirny              | 3:6, 7:6(4), 10–8 |
| Finalista     | 2.  | 22 lutego 2009       | Memphis                    | Twarda (hala)   | Travis Parrott    | Mardy Fish Mark Knowles               | 6:7(7), 1:6       |
| Finalista     | 3.  | 20 czerwca 2009      | Eastbourne                 | Trawiasta       | Travis Parrott    | Mariusz Fyrstenberg Marcin Matkowski  | 4:6, 4:6          |
| Zwycięzca     | 3.  | 19 lipca 2009        | Båstad                     | Ceglana         | Jaroslav Levinský | Robert Lindstedt Robin Söderling      | 1:6, 6:3, 10–7    |
| Finalista     | 4.  | 26 lipca 2009        | Hamburg                    | Ceglana         | Marcelo Melo      | Simon Aspelin Paul Hanley             | 3:6, 3:6          |
| Finalista     | 5.  | 2 sierpnia 2009      | Gstaad                     | Ceglana         | Jaroslav Levinský | Marco Chiudinelli Michael Lammer      | 5:7, 3:6          |
| Finalista     | 6.  | 13 czerwca 2010      | Halle                      | Trawiasta       | Martin Damm       | Michaił Jużny Serhij Stachowski       | 6:4, 5:7, 7–10    |
| Zwycięzca     | 4.  | 1 sierpnia 2010      | Umag                       | Ceglana         | Leoš Friedl       | František Čermák Michal Mertiňák      | 6:3, 7:6(7)       |
| Zwycięzca     | 5.  | 1 maja 2011          | Belgrad                    | Ceglana         | František Čermák  | Oliver Marach Alexander Peya          | 7:5, 6:2          |
| Finalista     | 7.  | 24 lipca 2011        | Hamburg                    | Ceglana         | František Čermák  | Oliver Marach Alexander Peya          | 4:6, 1:6          |
| Zwycięzca     | 6.  | 31 lipca 2011        | Gstaad                     | Ceglana         | František Čermák  | Christopher Kas Alexander Peya        | 6:3, 7:6(7)       |
| Finalista     | 8.  | 2 października 2011  | Kuala Lumpur               | Twarda (hala)   | František Čermák  | Eric Butorac Jean-Julien Rojer        | 1:6, 3:6          |
| Finalista     | 9.  | 9 października 2011  | Tokio                      | Twarda          | František Čermák  | Andy Murray Jamie Murray              | 1:6, 4:6          |
| Zwycięzca     | 7.  | 23 października 2011 | Moskwa                     | Twarda (hala)   | František Čermák  | Carlos Berlocq David Marrero          | 6:3, 6:1          |
| Zwycięzca     | 8.  | 7 stycznia 2012      | Ad-Dauha                   | Twarda          | Lukáš Rosol       | Christopher Kas Philipp Kohlschreiber | 6:3, 6:4          |
| Finalista     | 10. | 14 stycznia 2012     | Auckland                   | Twarda          | František Čermák  | Oliver Marach Alexander Peya          | 3:6, 2:6          |
| Zwycięzca     | 9.  | 6 maja 2012          | Monachium                  | Ceglana         | František Čermák  | Xavier Malisse Dick Norman            | 6:4, 7:5          |
| Finalista     | 11. | 26 maja 2012         | Nicea                      | Ceglana         | Oliver Marach     | Bob Bryan Mike Bryan                  | 6:7(5), 3:6       |
| Finalista     | 12. | 21 października 2012 | Wiedeń                     | Twarda (hala)   | Julian Knowle     | Andre Begemann Martin Emmrich         | 4:6, 6:3, 4–10    |
| Finalista     | 13. | 6 stycznia 2013      | Ad-Dauha                   | Twarda          | Julian Knowle     | Christopher Kas Philipp Kohlschreiber | 5:7, 4:6          |
| Zwycięzca     | 10. | 10 lutego 2013       | Zagrzeb                    | Twarda (hala)   | Julian Knowle     | Ivan Dodig Mate Pavić                 | 6:3, 6:3          |
| Zwycięzca     | 11. | 14 kwietnia 2013     | Casablanca                 | Ceglana         | Julian Knowle     | Dustin Brown Christopher Kas          | 6:3, 6:2          |
| Finalista     | 14. | 29 czerwca 2019      | Antalya                    | Trawiasta       | Ivan Dodig        | Jonatan Erlich Artem Sitak            | 3:6, 4:6          |
| Finalista     | 15. | 28 lipca 2019        | Gstaad                     | Ceglana         | Philipp Oswald    | Sander Gillé Joran Vliegen            | 4:6, 3:6          |
| Zwycięzca     | 12. | 3 sierpnia 2019      | Kitzbühel                  | Ceglana         | Philipp Oswald    | Sander Gillé Joran Vliegen            | 6:4, 6:4          |
| Zwycięzca     | 13. | 18 sierpnia 2019     | Cincinnati                 | Twarda          | Ivan Dodig        | Juan Sebastián Cabal Robert Farah     | 4:6, 6:4, 10–6    |
| Zwycięzca     | 14. | 6 października 2019  | Pekin                      | Twarda          | Ivan Dodig        | Łukasz Kubot Marcelo Melo             | 6:3, 7:6(4)       |
| Finalista     | 16. | 18 stycznia 2020     | Adelaide                   | Twarda          | Ivan Dodig        | Máximo González Fabrice Martin        | 6:7(12), 3:6      |
| Finalista     | 17. | 12 stycznia 2021     | Antalya                    | Twarda          | Ivan Dodig        | Nikola Mektić Mate Pavić              | 2:6, 4:6          |
| Zwycięzca     | 15. | 21 lutego 2021       | Australian Open, Melbourne | Twarda          | Ivan Dodig        | Rajeev Ram Joe Salisbury              | 6:3, 6:4          |
| Finalista     | 18. | 3 października 2021  | San Diego                  | Twarda          | John Peers        | Joe Salisbury Neal Skupski            | 6:7(2), 6:3, 5–10 |
| Zwycięzca     | 16. | 16 października 2021 | Indian Wells               | Twarda          | John Peers        | Asłan Karacew Andriej Rublow          | 6:3, 7:6(5)       |
| Zwycięzca     | 17. | 15 stycznia 2022     | Sydney                     | Twarda          | John Peers        | Simone Bolelli Fabio Fognini          | 7:5, 7:5          |